# Fred Stauffer
Friedrich Arnold Stauffer (* 29. August 1892 in Gümligen, Gemeinde Muri bei Bern; † 6. September 1980 in Thörishaus, Gemeinde Köniz) war ein Schweizer Maler, Zeichner und Grafiker.

## Leben
Fred Stauffer wuchs in Gümligen und Bern auf. Sein Vater war der Lehrer Arnold Stauffer, seine Mutter war Margrith geb. Reber. Ab 1908 besuchte er das reformpädagogische Lehrerseminar in Hofwil. Dort hatte er Zeichenunterricht bei Emil Prochaska und Musikunterricht bei Hans Klee, dem Vater von Paul Klee. Nach einer Lehrertätigkeit an der Schule Chapf in Eggiwil besuchte er ab 1914 die Zeichenklasse von Walter Georgi an der Kunstakademie Karlsruhe. Von 1915 bis 1916 ging er an die Kunstakademie München bei Franz von Stuck. In München begann die Freundschaft mit Alfred Glaus und mit Augustin Meinrad Bächtiger. In den Münchner Galerien waren zu jener Zeit die Werke von Edvard Munch ausgestellt, die Fred Stauffer stark beeindruckten.
Nach seiner Rückkehr 1916 in die Schweiz lernte er in den Abendkursen von Ernst Linck das Aktzeichnen. In dieser Zeit schrieb Fred Stauffer Gedichte, Theaterstücke und Kritiken. 1921 heiratete er Ruth Classen (1895–1974), die 1936 ebenfalls eine Laufbahn als Malerin und Mosaizistin einschlug. Fred Stauffer war langjähriges Mitglied der GSMBA, seine erste bedeutende Ausstellung war die Teilnahme an der Jahresausstellung der GSMBA 1919 im Kunsthaus Zürich. 1925 stellte er in der Kunsthalle Bern zusammen mit Giovanni Giacometti, Victor Surbek, Eugen Zeller und Carl Angst aus. 1926 erfolgte die Teilnahme an einer Ausstellung im Glaspalast München. Ebenfalls 1926 war Fred Stauffer an der Biennale Venedig vertreten. In der Folgezeit konnte Fred Stauffer an allen bedeutenden Museen in der Schweiz ausstellen, beispielsweise in der Kunsthalle Basel (1938), im Kunstmuseum Luzern (1939) oder im Kunstmuseum Bern (1944 und 1951).
Fred Stauffer hatte zunächst verschiedene Wohnsitze in der Schweiz, unter anderem in Köniz, Arlesheim oder Spiez. Er unternahm zahlreiche Reisen nach Frankreich, den Niederlanden, nach Deutschland und Italien. Ab 1943 wohnten die Stauffers dauerhaft in der Stadt Bern. In diesem Jahr erschien auch die erste Monografie über Fred Stauffer von Walter Hugelshofer.

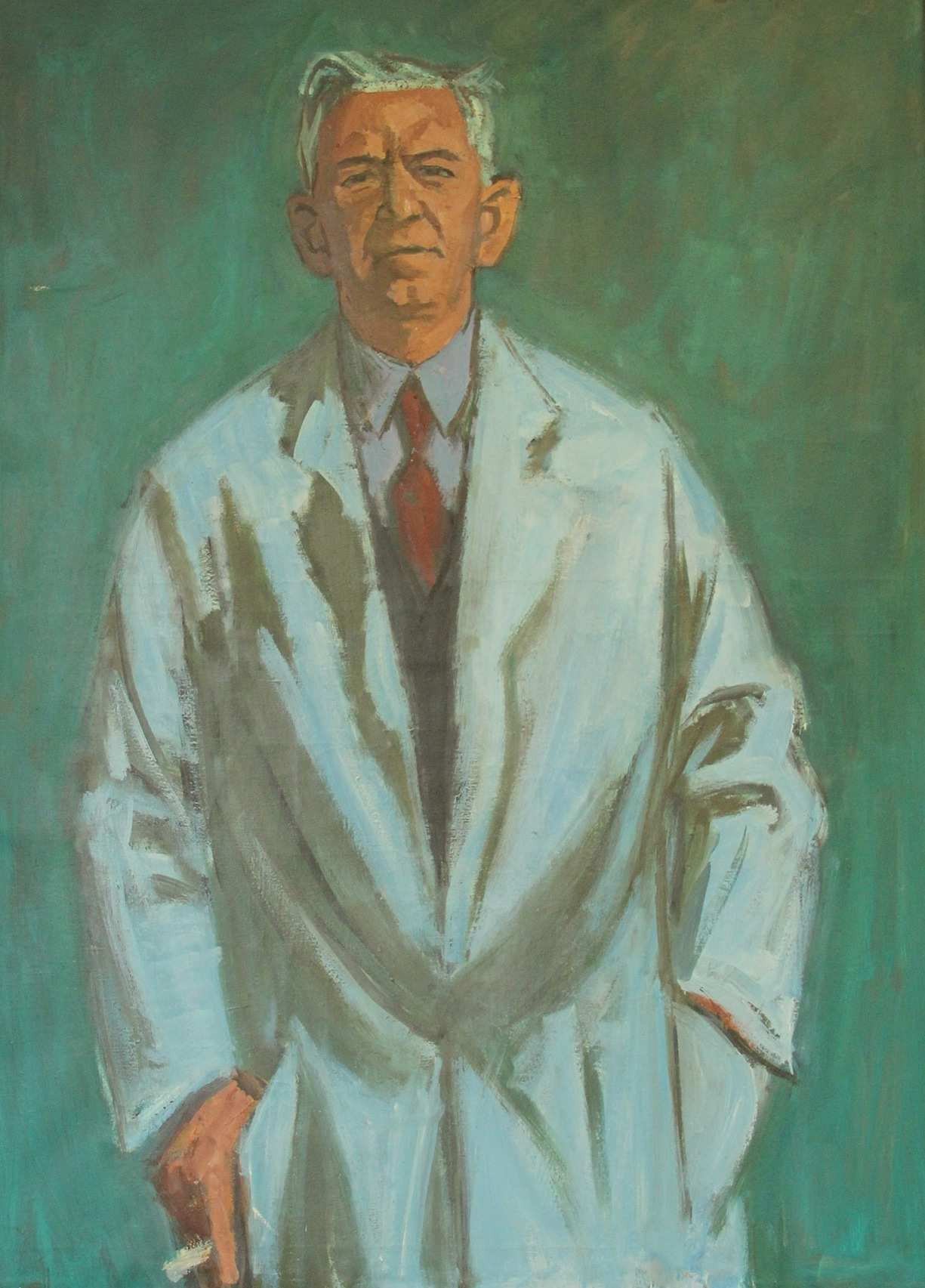
Werk von Fred Stauffer: Portrait von Max Müller, Öl auf Leinwand, 1952

1952 und 1962 hatte Fred Stauffer Einzelausstellungen in der Kunsthalle Bern. Im Jahr 1959 nahm er an der Ausstellung Premio il Fiorino in Florenz teil. Nach dem Tod seiner Frau 1974 zog er 1977 zu seinem Sohn Hans Stauffer nach Thörishaus. Dort starb er 1980. Ruth Stauffer hatte mehrere Ausstellungen zusammen mit ihrem Mann.
Erholung und Inspiration suchte der Maler meistens in Lauenen oder auch am Thunersee. 1958 baute er in Lauenen sein eigenes Chalet. Das in saftigem Grün gehaltene Ölgemälde Gewitterstimmung in Lauenen (1945) ist von diesem Ort inspiriert. Stauffer wurde farbiger und expressiver. Dies zeigte sich auch in den Kreide- und Ölstiftzeichnungen. Die Zeitung Der BUND schrieb anlässlich einer Ausstellung in der Könizer Galerie 1989: Wer Stauffer zum Beispiel als Maler von Schneematschlandschaften in Erinnerung hat, den erstaunen die flammenden Farben, die hier expressiv den Charakter einer Landschaft einfangen. Allerdings blieb Fred Stauffer seinem eher gegenständlich orientierten Stil im Wesentlichen treu, die modernen Entwicklungen mit all ihren zahlreichen experimentellen Facetten und Abstraktionen ging er nicht mit.
Auch nach seinem Tod wurden Fred Stauffers Werke immer wieder ausgestellt. Anlässlich der bisher umfangreichsten Ausstellung in der Fondation Saner in Studen bei Biel kam 2007 die neue Monografie von Anna M. Schafroth heraus. Auch die Kunstsammlung Hans & Marlis Suter würdigte den Maler und Grafiker in zwei Ausstellungen: 2007 zusammen mit Victor Surbek und Hugo Wetli im Wichterheerghut in Oberhofen und 2015 zusammen mit Albert Schnyder im Hochhüs in Steffisburg.

## Werk
Stauffer spielte eine bedeutende Rolle in der schweizerischen Landschaftsmalerei nach Ferdinand Hodler. Das sehr umfangreiche Werk wird dem späten Schweizer Expressionismus zugeordnet. Seine Bilder sind heute in zahlreichen Sammlungen und Museen vertreten, zum Beispiel im Bündner Kunstmuseum in Chur, im Kunstmuseum Winterthur, im Kunstmuseum Solothurn, im Kunstmuseum Thun oder in der Kunstsammlung Hans & Marlis Suter in Steffisburg.
Viele von Stauffers Bildern drücken seine Heimatverbundenheit aus. Er malte vorwiegend Landschaften sowie Szenen aus dem städtischen Alltag und Porträts. Dabei verwendete er verschiedene Techniken wie die Ölmalerei, Gouache, Aquarell und Farblithografie. Typisch sind seine Lithografien mit Motiven von Pferdefuhrwerken, Kornfeldern im Wind oder Emmentaler Bauernhäusern. Sein malerisches Werk ist von der Grafik beeinflusst, die Farben enthalten häufig dunkle Umrandungen, die Motive sind aber dadurch klar strukturiert. Aus dem Spätwerk existieren Gemälde mit leuchtendem Orange oder Blau. Landschaft bei Münchwiler (1960) ist ein typisches Beispiel dafür. Über das Feld im Vordergrund fliesst das Orange wie ein Teppich, der gelbe Himmel verstärkt noch den lebendigen Ausdruck des Orange, während die Bäume und die Wolken sehr dunkel erscheinen. Dies verleiht dem Bild eine eigenartig melancholische Stimmung. Stimmungsvoll ist auch das späte Ölgemälde Winterabend Münsingen (1969) mit den Figuren auf eiskaltem Türkis am Boden, der gegen ein extrem leuchtendes Orange am Himmel kontrastiert. Dieser verkörpert mit seiner blassgelben Sonne die Sehnsucht an den Sommer. Dazwischen befinden sich die typisch düsteren Bäume im Fred-Stauffer-Stil.
Stauffers Werke finden sich mit zahlreichen Wandgemälden und Glasfenstern im öffentlichen Raum. 1949 erhielt er von der Eidgenössischen Kunstsammlung den Auftrag für ein Wandgemälde im Bundeshaus (Bern). Im Sitzungszimmer Ost ist noch heute das grossformatige Ölgemälde Bergfest bei Lauenen zu sehen. Das 5,5 Meter breite Werk zeigt eine Berggesellschaft an sitzenden Tischen und beim Tanzen. Aufgrund der dunklen Farben wirkt die dargestellte Gesellschaft in ihrer Grundstimmung gerade nicht fröhlich und heiter, es ist keine Idealisierung wie bei anderen Zeitgenossen mit ähnlichen Motiven, sondern eher eine kritische Hinterfragung. Im Jahr 1968 entstanden die vier grossen Glasfenster mit den Figuren Noah, Moses, Christus und Johannes an der Südwand in der Kirche zu Merligen. Von seiner Vielseitigkeit zeugen auch zahlreiche Buchillustrationen.

## Schüler
Fred Stauffer hatte während seiner Zeit einen grossen Einfluss auf die Maler im Kanton Bern. Zu seinen Schülern gehörten zum Beispiel seine Frau Ruth oder der Oberdiessbacher Maler und Grafiker Paul Freiburghaus. Maler wie Bendicht Friedli wurden ebenfalls beeinflusst.

## Ausstellungen (Auswahl)
- 1919 Erste Ausstellung als GSMBA-Mitglied im Kunsthaus Zürich (auch 1921, 1922, 1924, 1927, 1929, 1933, 1935, 1943, 1950)
- 1921 Gruppenausstellung Kunsthalle Bern (auch 1923, 1925, 1928, 1931, 1934, 1940, 1943, 1947, 1950, 1953, 1956, 1957, 1975)
- 1926 Gruppenausstellung im Glaspalast München
- 1926 Biennale Venedig
- 1938 Einzelausstellung in der Kunsthalle Basel
- 1939 Gruppenausstellung im Kunstmuseum Luzern
- 1952 und 1962 Einzelausstellungen in der Kunsthalle Bern
- 1972 Doppelausstellung Ruth und Fred Stauffer, Kunstsammlung der Stadt Thun
- 2007 Einzelausstellung, Fondation Saner in Studen bei Biel
- 2007 Kunstsammlung Hans & Marlis Suter, zusammen mit Victor Surbek und Hugo Wetli im Wichterheerghut in Oberhofen und 2015 zusammen mit Albert Schnyder im Höchhus in Steffisburg
- 2017 Kunstmuseum Thun: "Bilder erzählen", Gruppenausstellung, u. a. mit Fred Stauffers monumentalem Gemälde Sonntag in Neuenburg (1956)